# Orchitophryidae
Famille
Synonymes
- Paranophryidae

Les Orchitophryidae sont une famille de Ciliés de la classe des Oligohymenophorea et de l'ordre des Philasterida.

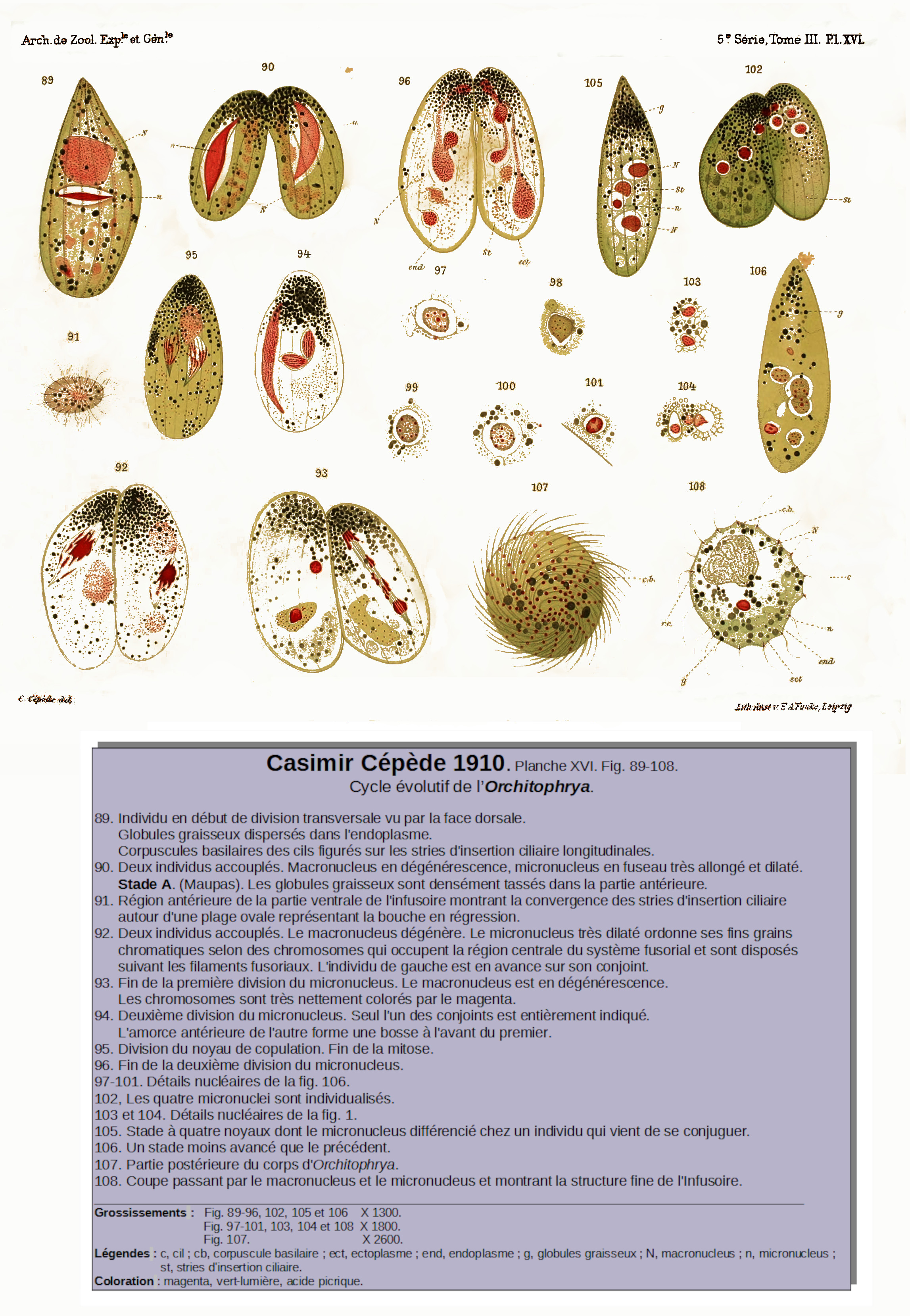
Cycle évolutif de l’Orchitophrya.

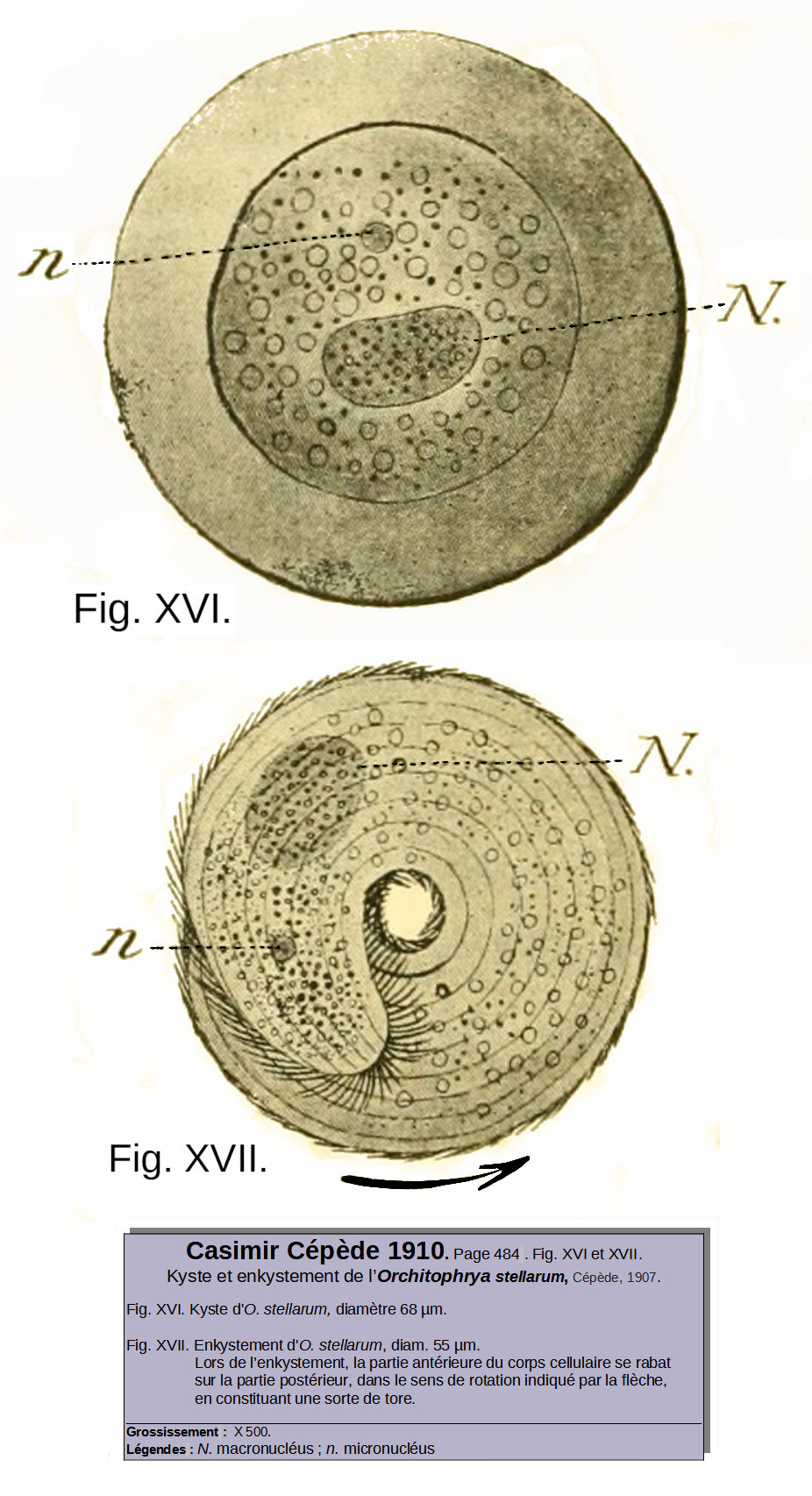
Kyste et enkystement d’Orchilophrya stellarum
(d'après Cépède)

## Étymologie
Le nom de la famille vient du genre type Orchitophrya, composé du préfixe orchit- (du grec ancien ὄρχις / órkhis, « testicule »), et du suffixe -ophrya, dérivé du grec ancien οφρύς / ophrýs, « sourcil ⇒ cil ⇒ cilié », littéralement « ciliés des  testicules », en référence au fait que, selon V. Willem qui la découvrit en 1906, « cet infusoire se conjugue (se reproduit) dans le testicule de son hôte ». Cépède note même que « Par son abondance dans les glandes génitales mâles des Asteracanthion rubens (Asterias rubens, « étoile de mer commune »), (l'espèce) Orchitophrya stellarum Cépède entraîne la dégénérescence d'un certain nombre de cellules sexuelles. Ce parasite gonotome cause la castration partielle et directe de son hôte ».

## Description
Les Orchitophryidae ont une taille, petite (< 80 µm) à moyenne (80 à 200 µm). Leur forme est ovoïde. Ils vivent en natation libre. Leur ciliation somatique est holotriche (c. à d. uniforme). Un cil caudal est souvent présent. Leur région buccale est située dans la moitié antérieure du corps. Le segment "c" paroral, appelé « scuticovestige », est aligné le long de la région postorale médio-ventrale. Leur macronoyau est globulaire à ellipsoïde. Micronoyau, vacuole contractile et cytoprocte sont présents. Ils sont bactérivores et histophages (se nourrissent des tissus de leur hôte).

## Habitat
Les Orchitophryidae vivent en milieu marin, particulièrement importants en tant que parasites facultatifs des crustacés, des étoiles de mer et des poissons.

## Liste des genres
Selon GBIF (2 mars 2024) :
- Anophryoides de Puytorac & Grolière, 1979
- Mesanophrys Small & Lynn, 1985
- Metanophrys de Puytorac, Grolière, Roque & Detcheva, 1974
- Mugardia Small & Lynn, 1985
- Orchitophrya Cépède, 1907 genre type
  - Espèce type : Orchitophrya stellarum Cépède, 1907
- Paramesanophrys
- Paranophrys Thompson & Berger, 1965

Selon Lynn(2010) :
- Anophryoides de Puytorac & Grolière, 1979
  - Synonyme : Paranophrys
- Mesanophrys Small & Lynn in Aescht, 2001
- Metanophrys de Puytorac, Grolière, Roque, & Detcheva, 1974
- Orchitophrya Cépède, 1907
- Paranophrys Thompson & Berger, 1965

## Systématique
Le nom valide de ce taxon est Orchitophryidae Cépède, 1910.